# Muniswamy Rajagopal
Muniswamy Rajagopal   (24 de març de 1926 - Bangalore, 3 de març de 2004) va ser un jugador d'hoquei sobre herba indi que va competir durant les dècades de 1940 i 1950.
El 1952 va prendre part en els Jocs Olímpics de Hèlsinki, on guanyà la medalla d'or en la competició d'hoquei sobre herba. Un cop retirat passà a exercir d'entrenador durant molts anys.